# آنا مارتن
آنا مارتن (بالإسبانية: Ana Martín) (14 مايو 1947) هي ممثلة مكسيكية معروفة بعملها في المسلسلات التلفزيونية  والأفلام والمسرح. كانت لديها مهنة ناجحة جدا وفضلا عن ذلك فكانت ملكة جمال المكسيك في عام 1963، والذي أخذها على المنافسة ملكة جمال العالم في لندن ، لكنها استبعدت لكونها دون السن القانونية؛ حيث كان عمرها في ذلك الوقت السادسة عشر، ومن مسلسلاتها التي عرضت على شاشات العربية هي امرأة من فولاذ بدور بينيتا هي خادمة في مزرعة لمالكة التي جسدتها الفنانة لوسيرو بجانب فرناندو كولنج وديفيد زيبيدا وغابريالا سبانيك عام 2013-2014 وأيضا مسلسل قلوب لاتعرف الحب بدور ماريا وأيضا هي خادمة في مزرعة لمالك جسده الممثل خورخي ساليناس بجانب الممثليين آنا بريندا وخوسيه رون و سوزانا كونزاليس وخوليان غيل ومسلسلين عُرضا على شبكة أبوظبي الفضائية.
وفيما يتعلق بحياتها الشخصية، فهي لم تتزوج ولم تنجب أطفالاً بقرار منها.

## روابط خارجية
- آنا مارتن على موقع IMDb (الإنجليزية)
- آنا مارتن على موقع ألو سيني (الفرنسية)
- آنا مارتن على موقع أول موفي (الإنجليزية)
- آنا مارتن على موقع قاعدة بيانات الأفلام السويدية (السويدية)
- آنا مارتن على موقع قاعدة بيانات الفيلم (الإنجليزية)
- آنا مارتن على موقع كينوبويسك (الروسية)